# Jim Montgomery (cestista)
James Cameron Montgomery, detto Jim (Johnstown, 13 aprile 1915 – Mesa, 13 giugno 1982), è stato un cestista statunitense, professionista nella NBL.

## Carriera
Giocò per due stagioni nella NBL, disputando complessivamente 41 partite con 3,3 punti di media.